# Pteropus aldabrensis
Pteropus aldabrensis là một loài động vật có vú trong họ Dơi quạ, bộ Dơi. Loài này được True mô tả năm 1893.

## Hình ảnh